# Trojanski prochod

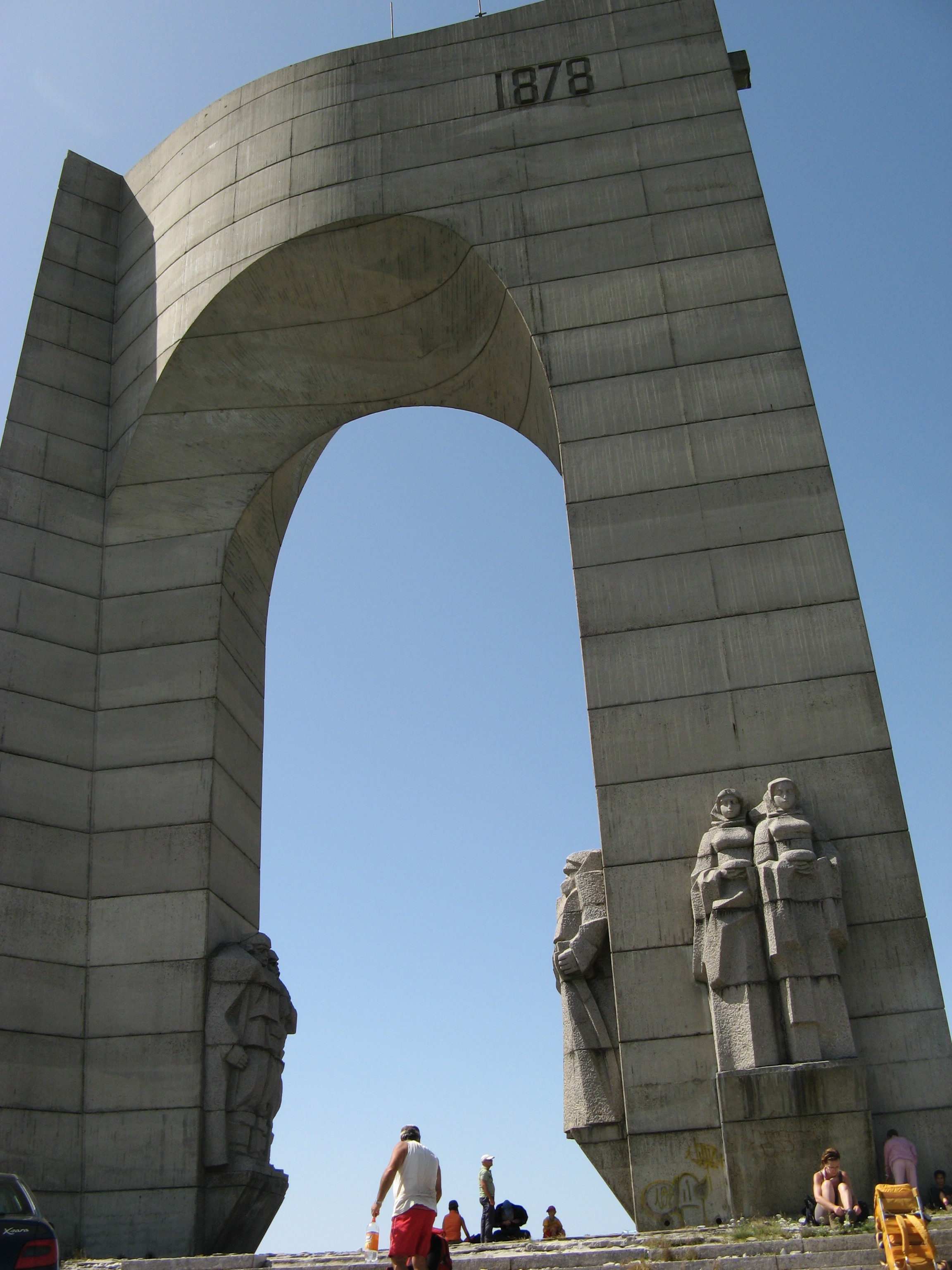
Pomnik

Przełęcz Trojańska, Beklemeto (bułg. Троянски проход, Беклемето) – przełęcz górska w zachodniej części trojańsko-kaloferskiej części Starej Płaniny (wysokość 1525 m n.p.m.).
Przechodzi przez nią szosa, będąca jedną z najwyższych w Starej Płaninie, która łączy Kyrnare (Bułgaria południowa) z Trojanem (Bułgaria północna). Ma dużo ostrych zakrętów. Przełęcz jest jedną z głównym dróg łączących północną i południową Bułgarię. Droga ma ponad 50 km długości. Pierwsza nazwa pochodzi od nazwy miasta, druga - Bekleme, z rodzajnikiem Beklemeto – od dawnej nazwy strażnicy po bułgarsku.

## Historia
W rejonie przełęczy są zachowane fragmenty dawnej rzymskiej drogi. Tutaj w czasach cesarza rzymskiego Trajana zaczęła się budowa arterii komunikacyjnej z twierdzami koło niej. Na północ od przełęczy znajdowała się przydrożna stanica Ad Radices, na południe – Sub Radices. W rejonie Beklemeta znajdowała się też przydrożna szczytowa stanica Montemno (Monte Aemno). Jej fundamenty widać do dziś. Zbierając w sobie kilka wiejskich szlaków, droga przechodziła przez dziewięć trackich wsi i umocnień w rejonie gminy Trojan, kurortu Beklemeto, szczytu Kurt chisar (Wilcza Twierdza) na południowym wschodzie i schodziła w rejonie wsi Christo Danowo. Trasa była częścią drogi Eskus – Filipopol i zapewniała jedno z najkrótszych połączeń z limesu dunajskiego do prowincji Tracja. Łączyła ona Naddunajską drogę z Centralną drogą, przecinając Hemus przez dzisiejszą Przełęcz Trojańską.
Blisko Przełęczy Trojańskiej znajduje się pomnik (arka) na szczycie Gorałtepe, znajdujący się 15 minut marszu z najwyższego punktu Beklemeta. Jest to masywna betonowa konstrukcja o wysokości 35 metrów. Mimo że przełęcz nie należy do ważnych punktów rosyjsko-tureckiej wojny wyzwoleńczej i w jeszcze mniejszym stopniu wejścia Armii Czerwonej do Bułgarii we wrześniu 1944, arka jest poświęcona „rosyjskim i sowieckim wyzwolicielom” – jej nazwa to Arka Wolności. Dochodzi się do niej wąską drogą asfaltową, od południowej strony grzbietu, przechodząc przez miejsce Kostow poługar. Na arce płaskorzeźbami są przedstawieni bułgarscy hajducy, partyzanci (czyli buntownicy z dwóch różnych epok) i rosyjscy oraz sowieccy żołnierze. Byli oni przywitani symbolicznie chlebem i solą przez kobiety w bułgarskich strojach ludowych, odpowiednio w 1878 i 1944, widoczne na północnej stronie arki. Pomnik jest na placyku, z którego na północy widać doliny Belego Osymu i Trojana, a na południe otwiera się widok na Sredną Gorę, Rodopy i Riłę, a na wschodzie i zachodzie – widać najbardziej znane szczyty Starej Płaniny, włącznie z najwyższym Botewem.

## Turystyka
Przed szczytem przełęczy, od strony trojańskiej części pasma, znajduje się turystyczna osada Beklemeto. Składa się z trzy- i czterogwiazdkowych hoteli, jak i wielu domów wypoczynkowych trojańskich zakładów pracy. Ośrodek dysponuje 2 km tras zjazdowych, jak i jedną z lepszych tras narciarstwa biegowego i biathlonu w Bułgarii. Latem wyruszają stąd wycieczki piesze do Dermenki, Kozjej steny, Czuczułu itd. Droga przez przełęcz łączy się z trasą E871 w Kyrnarach.